# Magnétisme (Maupassant)
Pour les articles homonymes, voir Magnétisme (homonymie).
Magnétisme est une nouvelle de Guy de Maupassant, parue en 1882.

## Historique
Magnétisme est initialement publiée dans la revue Gil Blas du 5 avril 1882, puis dans le recueil posthume Le Père Milon en 1899.
Cette nouvelle a pour thème le magnétisme animal, sujet très à la mode dans les années 1880.

## Résumé
À la fin d’un diner d’hommes, à l’heure où l’on sert les liqueurs et petits verres d’alcool, les convives abordent le sujet à la mode : le magnétisme.

Le magnétisme est un ensemble d'anciennes théories et pratiques thérapeutiques (médicales) qui se développèrent de la fin du XVIIIe s. à la fin du XIXe s. Ceux qui croyaient dans le magnétisme disaient qu’il y avait des forces qui nous influencent et qui ont le pouvoir d’agir sur nous. Ces forces ont le pouvoir de causer la transe, l’hypnose, des phénomènes nerveux inexpliqués, des symptômes de maladies, des rêves étranges, des prémonitions, des apparitions, etc. Ils pensaient même qu’il y avait des communications télépathiques entre les âmes des gens qui étaient éloignés l’un de l’autre, etc.
Le magnétisme, évidemment, n’existe pas et n’est pas prouvé scientifiquement.

Revenons au diner : un seul des hommes du diner ne croit pas dans les phénomènes magnétiques. Comme tous se moquent gentiment de lui, il se met à raconter deux histoires à l'appui de son scepticisme (= ici, quand on est sceptique, c’est qu’on ne croit pas quelque chose).

1. La première histoire est celle d'un enfant de pêcheur qui se réveille en pleine nuit pour crier que son père est mort noyé loin là-bas à Terre-Neuve. Un mois plus tard, on apprend qu’effectivement le père est mort noyé cette nuit-là. Or le narrateur a compris qu'en fait, c’est en permanence que les femmes et enfants de pêcheurs pensent à la mort. Il s'agissait donc selon lui d'une simple coïncidence.

2. La deuxième anecdote concerne le convive sceptique lui-même : il connaissait une femme, qu’il ne trouvait ni belle ni laide. Or un soir où il écrivait des lettres, sans aucune raison, il sent un souffle qui lui passe dans l’esprit, dans le cœur, et sans aucune logique il voit distinctement cette femme qu’il connaissait de loin. Soudain elle lui plaît et il tombe amoureux. Il fait cette nuit-là trois fois le même rêve où elle est à ses côtés, comme si cela était réel.
Le jour venu, il se rend chez elle, confus, et ils finissent par être amants pendant deux ans. Qu’est-ce que le convive qui raconte cette histoire en conclut ? Que tout cela n’est qu’une coïncidence. Mais les autres convives, au contraire, y voient un signe du magnétisme.

La fin de la nouvelle est donc ambigüe : réalité (coïncidence) ou mystère (magnétisme) ?

## Édition française
- Magnétisme, dans Maupassant, Contes et Nouvelles, texte établi et annoté par Louis Forestier, éditions Gallimard, Bibliothèque de la Pléiade, 1974  (ISBN 978 2 07 010805 3).